# 千人斩
《千人斩》，是1991年上映的一部电影，由丁善玺执导、王祖贤等人出演，该作主要讲述的是一个刽子手和八大鬼仙所发生的故事。

## 劇情
袁德泰是聞名天下的劊子手，因年事已高，收了一名叫二五的徒弟。官府捉拿鬼八仙中的三鬼，交由袁德泰處刑，是為金刀執法的第九百九十五、九百九十六、九百九十七人。隨後鬼八仙首領朱七也被官府捉拿到案，最後一名鬼八仙玉殘花劫囚不成。
某夜 一名神秘女子突然出現，要求袁德泰處刑朱七時不要使出真本事，將朱七折磨至死，交付金麒麟後就消失無踨。此要求違背袁德泰執法乾淨俐落的要求，於是便要求二五代為執法，奈何二五功力不足，不能一刀了斷朱七性命，玉殘花亦目睹朱七慘死。
隨後玉殘花用計混入袁府，成為袁府新開的酒家主廚，並趁機殺害袁夫人。之後袁德泰和二五在深夜的樹林中將玉殘花就地正法。鬼八仙死後化為厲鬼向袁德泰索命，袁德泰一人不敵八名厲鬼，此時正好鐘馗嫁伍的隊伍經過，鐘馗指點金刀已斬九百九十九名惡徒，只要再經善血，便可化為神兵利器。隨後袁德泰用金刀自刎，金刀因此開鋒，所向無敵，二五藉金刀打敗鬼八仙。袁德泰亦封神，隨鐘馗至地府執法。

## 演员
- 王羽
- 钱小豪
- 王祖贤
- 陳法蓉
- 王小鳳
- 午马
- 孫亞東

## 備註
1. ↑  林康榮. . 博雅軒出版社. 2007年.
2. ↑  魏君子. . 中华书局(香港)有限公司. 2019年. ISBN 978-9-888-57249-6.
3. ↑  林奕華. . 三联书店(香港)有限公司. 2014年. ISBN 978-9-620-43629-1.
4. ↑  . 长春电影制片厂《电影世界》编辑部. 1996年.
5. ↑  . 香港影库.   [2023-08-24]. （原始内容存档于2023-08-24）.
6. ↑  Johnson, David. . DVD Verdict. January 19, 2007  [2023-08-24]. （原始内容存档于2016-06-05）.

## 外部連結
- 豆瓣电影上《千人斩》的資料 （简体中文）
- 香港影庫上《千人斩》的資料（繁體中文）
- 互联网电影数据库（IMDb）上《千人斩》的资料（英文）